# Charlotta Löfgren
Charlotta Catharina Löfgren, född i januari 1720 i Linköping, död 14 februari 1784, var en svensk poet. 

## Biografi
Charlotta Löfgren var dotter till landskamreraren i Linköping Anders Löfgréen (död 1728) och Anna Schreibe, och gifte sig 1738 med Petrus Lagerman (1706–1790), konrektor vid gymnasiet i Linköping, som från 1760 var kyrkoherde i Norrköping och också var verksam som tillfällighetsdiktare. Löfgren var bosatt i Linköping fram till 1746 och därefter i Norrköping, där hon blev en känd gestalt inom stadens litterära kretsar. Det noteras att hon dock blev mindre benägen att publicera sig under sitt namn sedan hon 1762 flyttade till centrala Norrköping.
Charlotta Löfgren var vän med Hedvig Charlotta Nordenflycht och identifieras med den Climene som Nordenflycht år 1759 hade en diktväxling med. Detta skaldebrev riktar sig till en kvinna som i dikten kallas Climene och uppges vara ett utkast till det berömda Fruentimrets försvar: hon använde flera partier av detta brev när hon senare skrev Fruentimrets försvar. I dikten utvecklar Nordenflycht sin mening att kvinnan inte hade ett medfött svagt intellekt på grund av sin natur, utan att eventuell intellektuell underlägsenhet berodde på brist på bildning. Nordenflycht ska enligt uppgift ha blivit uppmuntrad av förekomsten av det "kvinnliga författarkotteri" bestående av Löfgren, Hedvig Löfwenskiöld, Hedwig Walldorff och Margareta Gryzell som fanns i Norrköping, eftersom det vid denna tid ännu fanns få författare av kvinnligt kön i Sverige, och Nordenflycht enligt forskningen försökte uppmuntra andra kvinnor att skriva då hon upptäckte sådan talang. 
Även delar av Löfgrens övriga brevväxling med bland andra Hedvig Löfwenskiöld och Hedwig Walldorff finns bevarad samt en till stor del versifierad brevväxling med brodern, ämbetsmannen och skalden Henrik Anders Löfgren (senare adlad Löfvenskiöld).
Löfgren skrev så kallade tillfällighetsdikter, som oräknad en diktväxling med Hedvig Charlotta Nordenflycht är bevarad i 16 nummer. Bland de dikter som trycktes fanns en gravdikt över Sven Maull (1748); en gravdikt över systern Brita Maria och en bröllopsdikt för Carl Kåhre och Anna Iggström, båda från 1754; en improvisationsdikt vid en bröllopsfest (1765), och en gravdikt över Braads första fru Maria Kristina Westerberg (1768). De flesta av hennes dikter skildrar kvinnor. I dikten över Maull från 1748 gjorde hon sig till kvinnors talesperson och hyllade hedniska antika gudar.
Charlotta Löfgren anses dock ha utgivit fler dikter anonymt, och tros ligga bakom pseudonymen C.C.L, som förekom på Linköpingtryck 1742–1764. Hon bidrog också med dikter till sin brors manuskriptsamling. Hon var en känd tillfällighetsdiktare i Norrköpingstrakten, där hon var en lokal celebritet och ofta författade dikter som upplästes vid högtidliga tillfällen.
Charlotta Löfgren uppges under sin samtid ha varit känd, men var inte professionellt verksam utan tillhörde de tillfällighetsdiktare som var vanliga i Sverige under hennes samtid och som, om de alls publicerade sig, gjorde det anonymt. Hon skilde sig dock från dem genom att i alla fall i viss mån publicera sig under sitt eget namn. Löfgren jämfördes av poeterna Hedwig Walldorff och Carl Nyrén med Nordenflycht. Christopher Henric Braad gav henne ett eget uppslag i sin Ostro-Gothia Literata, där han räknar henne som ett poetiskt snille. Hedvig Walldorff författade ett epitafium över henne i Stockholms Posten. Hon är en av få kvinnliga författare från frihetstiden som finns mer utförligt skildrad inom forskningen.